# Margen Izquierda (Zaragoza)
Margen Izquierda fue un distrito de Zaragoza (España), que se encontraba dividido en los barrios de Actur-Rey Fernando, Arrabal, Jesús, Vadorrey, Cogullada, Parque Goya, Picarral y La Jota. El distrito desapareció en 2006, dando lugar a los nuevos distritos de Actur-Rey Fernando y El Rabal.
El origen de la población de la margen izquierda del río Ebro a su paso por la ciudad de Zaragoza tiene su origen en la Edad Media, cuando algunos de sus gremios se establecieron en la zona del Arrabal. Todavía en el siglo XIX la margen izquierda del río Ebro se encontraba formada por barrios rurales. Con la llegada del ferrocarril a la ciudad, producida en la segunda mitad de dicho siglo, la zona comenzó a perder su carácter eminentemente agrícola. Los barrios de Jesús y de La Jota fueron creados durante los años 30 y 40 del pasado siglo a lo largo de la carretera de Barcelona, la que posteriormente se convertiría en la Avenida de Cataluña.
- Datos: Q5494218